# Merops persicus
ll Gruccione della Persia (Merops persicus Pallas, 1773), è una specie di uccello dell'ordine dei gruccioni appartenente alla famiglia dei Meropidae, endemica del Nord Africa e del Medio Oriente, presente dalla Turchia orientale al Kazakistan e fino all'India.